# (316138) Giorgione
(316138) Giorgione est un astéroïde de la ceinture principale.

## Description
(316138) Giorgione est un astéroïde de la ceinture principale. Il fut découvert le 26 septembre 2009 à l'observatoire de Saint-Sulpice par Bernard Christophe. Il présente une orbite caractérisée par un demi-grand axe de 3,12 UA, une excentricité de 0,11 et une inclinaison de 7,9° par rapport à l'écliptique.
Il est nommé d'après le grand peintre vénitien Giorgione.